# Choices: The Movie
 Choices: The Movie é um filme de drama lançado em 6 de novembro de 2001, com direção de Gil Green.